# Tomentella viridescens
Tomentella viridescens är en svampart som först beskrevs av Bres. & Torrend, och fick sitt nu gällande namn av Bourdot & Galzin 1928. Tomentella viridescens ingår i släktet Tomentella och familjen Thelephoraceae.   Inga underarter finns listade i Catalogue of Life.